# Dolomedes aquaticus
Espèce
Dolomedes aquaticus est une espèce d'araignées aranéomorphes de la famille des Dolomedidae.

## Distribution
Cette espèce est endémique de Nouvelle-Zélande.

## Description

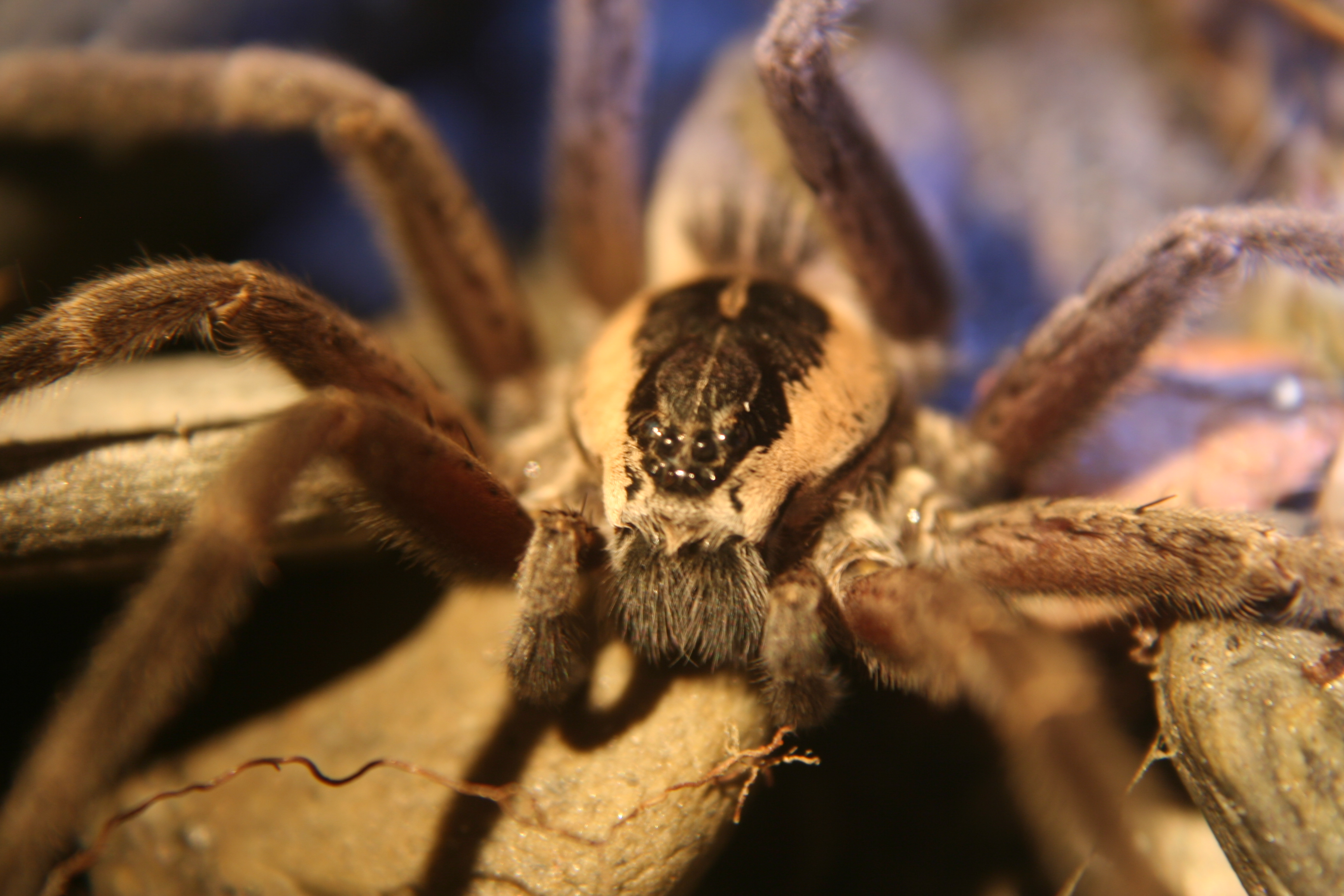
Dolomedes aquaticus

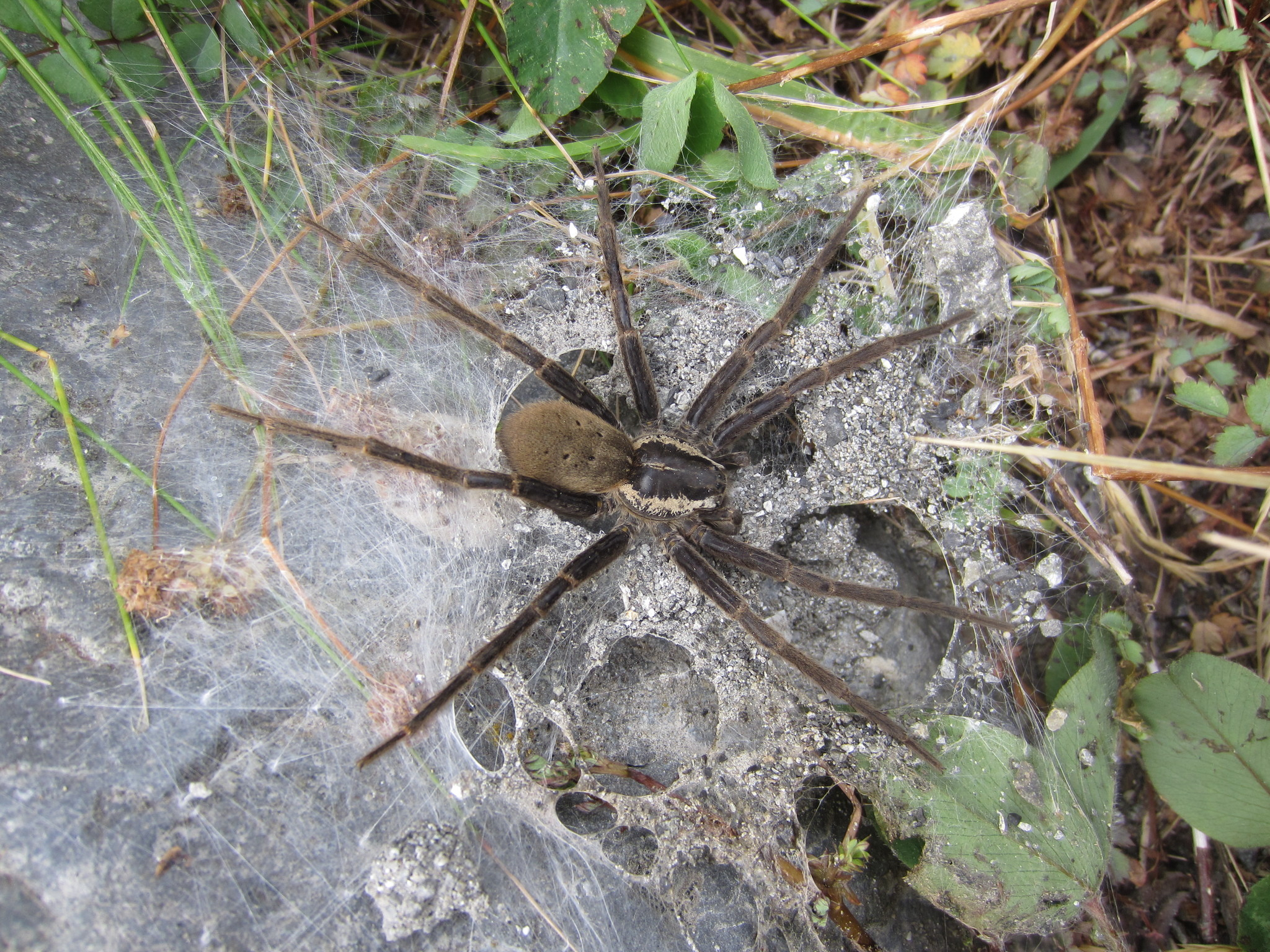
Dolomedes aquaticus

La femelle holotype mesure 18 mm.
Les mâles mesurent de 10,7 à 17,9 mm et les femelles de 13,1 à 26,0 mm.

## Systématique et taxinomie
Cette espèce a été décrite par Goyen en 1888.

## Publication originale
- Goyen, 1888 : « Descriptions of new species of New Zealand Araneae. » Transactions and Proceedings of the New Zealand Institute, vol. 20, p. 133-139.